# Betty Stockfeld
Betty Stockfeld est une actrice australienne, née Elisabeth Stockfield à Sydney (Australie) le 15 janvier 1905 et morte d'une leucémie le 27 janvier 1966 à Tadworth, dans le comté de Surrey (Angleterre).

## Biographie
Elizabeth Stockfeld, fille d’un homme d’affaires australien, Harry Hooper Stockfeld, et Susan Elizabeth Evans, est arrivée à Londres avec sa famille en 1914 au début de la guerre. Ils furent donc dans l'impossibilité de retourner en Australie. Elle passa la majeure partie de sa vie à tour de rôle en France et au Royaume-Uni. À Paris, Betty Stockfeld fréquenta temporairement l’école et y appris le français et suivit des cours de comédie à la London School of Dramatic Art.
Elle fut mariée à Aubrey St. John Edwards, jusqu'à sa mort en janvier 1966.

## Carrière
Elle fait sa première apparition sur scène en mai 1924 au Duke of York Theatre de Londres, où elle joue pour la première fois en tant que choriste dans la pièce London Calling. L’année suivante, la jeune artiste se rend aux États-Unis en tant que membre d’un groupe de revues et y fait ses débuts le 10 novembre 1925 dans le cadre de la Charlot Revue au Selwyn Theatre de New York. Un voyage ultérieur à Hollywood en 1926 lui a également permis de faire sa première mais très courte apparition aux côtés des stars Victor McLaglen et Dolores del Rio dans Au service de la gloire, un film muet de Raoul Walsh.
De retour en Angleterre, Betty Stockfeld a continué de jouer sur les scènes londoniennes et  elle a régulièrement interprété de petits rôles dans des films sonores. Dès le début, en 1930, elle a la grande chance d’être mise en valeur aux côtés de la star du cinéma polonais parlant Jan Kiepura. Au cours de cette décennie et jusqu’au début de la Seconde Guerre mondiale, Betty Stockfeld apparaît de part et d’autre de la Manche dans une cinquantaine de films, dont Ils étaient neuf célibataires de Sacha Guitry (1939), devenant ainsi l’incarnation d’une entente cordiale artistique entre le Royaume-Uni et la France. Selon Olivier Barrot et Raymond Chirat, « En France, les producteurs comprennent vite que son apparition illumine à elle seule les vieux fonds de tiroirs. Ils gagnent à chaque mauvais coup », aussi, elle ne cesse pas de tourner jusqu'en 1940. L’occupation de la France par les forces de la Wehrmacht met brusquement fin à ses activités sur le continent. Betty Stockfeld, qui est immédiatement retournée dans sa Grande-Bretagne d’adoption, reprend son travail au théâtre, les offres de films ne suivant que sporadiquement durant les années de guerre. Elle reparaît sur les écrans français au début des années 1950 dans quelques seconds rôles, dont Édouard et Caroline de Jacques Becker et Je plaide non coupable de Edmond T. Gréville.
Au théâtre, on la voit désormais dans des pièces d’origine allemande, notamment dans le drame de Carl Zuckmayer, Le Général du diable (1945) avec Trevor Howard pour partenaire. En 1956, elle joue successivement sous la direction de Peter Zadek au New Lindsey Theatre Club de Londres dans Les Bonnes de Jean Genet et La Sonate et les trois messieurs ou Comment parler musique de Jean Tardieu .

## Filmographie
- 1926 : Au service de la gloire (What Price Glory) de Raoul Walsh
- 1931 : Blanc comme neige de Francis A. Elias, Camille Lemoine et Jean Choux
- 1931 : Captivation de John Arvel
- 1931 : City of Song de Carmine Gallone
- 1931 : Seventy Seven Park Lane d'Albert de Courville (version anglaise du film 77, rue Chalgrin)
- 1931 : Une nuit à l'hôtel de Leo Mittler
- 1932 : Life Goes On de Jack Raymond
- 1932 : Money for Nothing de Monty Banks (version anglaise du film L'Amour et la Veine)
- 1932 : Monsieur Albert de Karl Anton
- 1932 : Le Roi des palaces de Carmine Gallone
- 1932 : King of the Ritz de Carmine Gallone et Herbert Smith (version anglaise du film précédent)
- 1932 : The Impassive Footman de Basil Dean
- 1932 : The Maid of the Mountains de Lupino Lane
- 1933 : Anna One Hundred de Henry Edwards
- 1933 : L'Abbé Constantin de Jean-Paul Paulin
- 1933 : La Garnison amoureuse de Max de Vaucorbeil
- 1933 : Lord of the Manor de Henry Edwards
- 1933 : Le Sexe faible de Robert Siodmak : Dorothy Freeman
- 1934 : La Bataille de Nicolas Farkas
- 1934 : Hara Kiri de Nicolas Farkas et Robert Stevenson (version anglaise du film précédent)
- 1934 : Brides to Be de Reginald Denham
- 1934 : The Man Who Changed His Name de Henry Edwards
- 1934 : Trois de la marine de Charles Barrois
- 1934 : Le Voyage imprévu de Jean de Limur
- 1934 : Runaway Ladies de Jean de Limur (version anglaise du film précédent)
- 1935 : Arènes joyeuses de Karl Anton
- 1935 : Fanfare d'amour de Richard Pottier
- 1935 : The Lad de Henry Edwards
- 1935 : Le Vagabond bien-aimé de Curtis Bernhardt
- 1935 : The Beloved Vagabond de Curtis Bernhardt (version anglaise du film précédent)
- 1936 : L'Ange du foyer de Léon Mathot
- 1936 : Club de femmes de Jacques Deval
- 1936 : Dishonour Bright de Tom Walls
- 1936 : Under Proof de Roland Gillett
- 1936 : Une gueule en or de Pierre Colombier
- 1937 : Who's Your Lady Friend? de Carol Reed
- 1938 : Les Femmes collantes de Pierre Caron
- 1938 : I See Ice d'Anthony Kimmins
- 1938 : Les Nouveaux Riches d'André Berthomieu
- 1938 : Son oncle de Normandie de Jean Dréville
- 1939 : Derrière la façade d'Yves Mirande et Georges Lacombe
- 1939 : Frenesia de Mario Bonnard
- 1939 : Les Gangsters du château d'If de René Pujol
- 1939 : Sur le plancher des vaches de Pierre-Jean Ducis
- 1939 : Ils étaient neuf célibataires de Sacha Guitry : Margaret Brown
- 1940 : Le Président Haudecœur de Jean Dréville
- 1940: Elles étaient douze femmes d'Yves Mirande et Georges Lacombe
- 1941: Hard Steel de Norman Walker
- 1942: Forteresses volantes (Flying Fortress) de Walter Forde
- 1949: The Girl Who Couldn't Quite de Norman Lee
- 1950 : Édouard et Caroline de Jacques Becker : Lucy Barville
- 1953: Dear Octopus (téléfilm)
- 1954 : Les Amants du Tage d'Henri Verneuil : Maisie
- 1955 : Je plaide non coupable de Edmond T. Gréville: Madame Roper
- 1957: Un yacht nommé Tortue de Wendy Toye
- 1960: The Richest Man in the World (téléfilm) de George R. Foa
- 1961: The Romantic Young Lady (téléfilm) de Ronald Marriott et Richard Sidwell

## Théâtre
- ? : Le Général du diable (1945) de Carl Zuckmayer
- 1956 : Les Bonnes de Jean Genet, mise en scène de Peter Zadek[2]
- 1956 : La Sonate et les trois messieurs ou Comment parler musique de Jean Tardieu, mise en scène de Peter Zadek [2]
- 1957 : L'Habit vert de Robert de Flers et Gaston Arman de Caillavet, mise en scène de Marcel Cravenne [3]